# Emil Voigt (ginasta)
Emil Voigt, (Missouri, 15 de dezembro de 1879 - Detroit, desc.) foi um ginasta que competiu em provas de ginástica artística pelos Estados Unidos. 
Voigt ingressou no ginásio norte-americano Concordia Turnverein para disputar os Jogos de St Louis pela equipe. Contudo, subiu ao pódio apenas individualmente. No evento da dança com maças, foi o vice-campeão, após não superar a nota de Edward Hennig. Na prova das argolas, superado pelos compatriotas Herman Glass e William Merz, conquistou a medalha de bronze, resultado repetido na escalada de corda, em disputa vencida pelo também estadunidense George Eyser.